# K.Byadarahalli, Hassan
K.Byadarahalli là một làng thuộc tehsil Hassan, huyện Hassan, bang Karnataka, Ấn Độ.